# Réseau libéral Al Hurriya
Le Réseau libéral Al Hurriya ou RLAH (en arabe : شبكة الحرية الليبرالية, en anglais : Al Hurriya Liberal Network) est un réseau de partis politiques libéraux d'Afrique du Nord et du Moyen-Orient fondé le 20 mars 2021.

## Objectif
Dès 2019, plusieurs partis d'Afrique du Nord et du Moyen-Orient commencent à coopérer afin de diffuser des valeurs libérales tels que les Droits de l'homme, la démocratie ou l'état de droit. L'objectif des membres fondateurs est d'unifier et institutionnaliser les relations entre les partis libéraux de cette région. 

## Organisation

### Direction
- Président : Mohamed Rherass,  Maroc, Mouvement Populaire
- Vice-président : Moustapha Allouch,  Liban, Courant du futur

### Membres
Cinq organisations ont fondé le mouvement RLAH : 
| Pays     | Parti                      | Status         |
| -------- | -------------------------- | -------------- |
| Tunisie  | Afek Tounes                | Parti membre   |
| Égypte   | Parti des Égyptiens libres | Parti membre   |
| Jordanie | Forum de la pensée libre   | Membre associé |
| Liban    | Courant du futur           | Parti membre   |
| Maroc    | Mouvement Populaire        | Parti membre   |